# Microsoft Bob
Microsoft Bob (kurz MS Bob) ist ein im März 1995 von Microsoft veröffentlichtes Softwarepaket für Windows-Systeme. Das Paket enthält einen Ersatz für die grafische Benutzeroberfläche des Betriebssystems – damals aktuell war Windows 3.1 – und diverse Einzelprogramme für private Anwender. Zielgruppe waren PC-unerfahrene Benutzer, denen der Zugang zum Computer erleichtert werden sollte. Die Benutzeroberfläche verbirgt dazu technische Details und arbeitet mit Analogien aus der häuslichen Umgebung.
Die Einzelprogramme (Finanzberater, Haushaltsmanager, E-Mail-Clienten, GeoSafari Quiz, Schreibprogramm, Kalender, Adressbuch usw.) finden sich als Objekte in den Zimmern eines virtuellen Hauses wieder. Benutzereingaben werden über animierte Figuren (Assistenten) abgewickelt, die auch andere Benutzeraktionen begleiten.
Einige der Microsoft-Agent-Figuren, bekannt geworden als Assistenten in Microsoft Office und Windows XP, gehen auf MS Bob zurück, so z. B. Fredo (Such-Assistent in Windows XP), Hüpfer (Assistent in Office 97 und 2000) oder Peedy (JavaScript Extra im IE – ab Version 5.1). Auch die Schriftart Comic Sans MS sollte ursprünglich auf Microsoft Bob eingesetzt werden.
MS Bob entwickelte sich zu einem Flop. In den ersten sechs Monaten wurden nur etwa 30.000 Exemplare verkauft. Zum Vergleich: Die Verkaufszahlen des wenige Monate später veröffentlichten Windows-3.1-Nachfolgers Windows 95 beliefen sich während der ersten drei Monate auf etwa 45 Millionen. Über den gesamten Vertriebszeitraum wurden rund 58.000 Exemplare verkauft.
MS Bob wurde unter Fachleuten kritisiert, da es den Lernprozess von Computeranfängern erschwert; durch die einfache Oberfläche würden die Anwender nie die Benutzung der normalen Windows-Oberfläche lernen.
Keinen Schutz vor unerwünschten Zugriffen bietet die Kennwortabfrage beim Loginvorgang von MS Bob: Hat ein Anwender sein Kennwort mehrfach falsch eingegeben, kann er ohne Sicherheitsabfragen ein neues Kennwort vergeben.
Die Software ist auch noch unter den 32-Bit-Versionen von Windows Vista, Windows 7, Windows 8, Windows 8.1 und Windows 10 lauffähig.
Projektmanagerin bei der Entwicklung war Melinda Gates, damals Ehefrau von Bill Gates.

## Trivia
Für den Kopierschutz von Windows XP wurde auf rund 500 Millionen Installationsdatenträgern des Betriebssystems eine komprimierte und verschlüsselte Version der Software Microsoft Bob als Ballast im freien Speicherplatz abgelegt.